# RTCN Miłki
Maszt radiowy w Miłkach koło Giżycka (Maszt RTV w Miłkach koło Giżycka) – Radiowo-Telewizyjne Centrum Nadawcze w Miłkach koło Giżycka, maszt o wysokości 327 metrów, zbudowany w 1998 roku. Wzniesiono go na wzgórzu, nieopodal jeziora Wojnowo. Pod względem wysokości, maszt znajduje się na 9. miejscu w Polsce i 2. miejscu w województwie warmińsko-mazurskim.

## Parametry[1]
- Wysokość posadowienia podpory anteny: 162 m n.p.m.
- Wysokość zawieszenia systemów antenowych: Radio: 238, TV: 295, 317 m n.p.t.

## Nadawane programy

### Nienadawane analogowe programy telewizyjne
Programy telewizji analogowej zostały wyłączone 23 lipca 2013 r.
| LP | Program | Właściciel            | Częstotliwość | Numer kanału | Moc nadawania |
| -- | ------- | --------------------- | ------------- | ------------ | ------------- |
| 1  | TVP1    | Telewizja Polska S.A. | 495,25 MHz    | 24           | 400 kW        |
| 2  | TVP2    | Telewizja Polska S.A. | 607,25 MHz    | 38           | 400 kW        |
| 3  | Polsat  | Telewizja Polsat S.A. | 647,25 MHz    | 43           | 200 kW        |

### Programy radiowe
| LP | Program                   | Właściciel                                                             | Częstotliwość | Moc nadawania |
| -- | ------------------------- | ---------------------------------------------------------------------- | ------------- | ------------- |
| 1  | Polskie Radio Program II  | Polskie Radio S.A                                                      | 92,60 MHz     | 10 kW         |
| 2  | Polskie Radio Program III | Polskie Radio S.A                                                      | 94,40 MHz     | 10 kW         |
| 3  | Polskie Radio Program I   | Polskie Radio S.A                                                      | 97,10 MHz     | 6 kW          |
| 4  | Radio Olsztyn             | Polskie Radio – Regionalna Rozgłośnia w Olsztynie "Radio Olsztyn" S.A. | 99,60 MHz     | 10 kW         |
| 5  | RMF FM                    | Radio Muzyka Fakty Sp. z o.o.                                          | 102,0 MHz     | 10 kW         |
| 6  | Radio Zet                 | Radio ZET Sp. z o.o.                                                   | 104,0 MHz     | 10 kW         |

### Programy telewizyjne – cyfrowe
| Nazwa multipleksu | Częstotliwość (MHz) | Kanał | Moc (kW) | Polaryzacja | Charakterystyka promieniowania | Standard nadawania | Kompresja | Data uruchomienia nadajnika |
| ----------------- | ------------------- | ----- | -------- | ----------- | ------------------------------ | ------------------ | --------- | --------------------------- |
| MUX 1             | 514 MHz             | 26    | 100 kW   | pozioma (H) | dookólna (ND)                  | DVB-T2             | HEVC      | 11 maja 2012                |
| MUX 2             | 482 MHz             | 22    | 100 kW   | pozioma (H) | dookólna (ND)                  | DVB-T2             | HEVC      | 3 września 2012             |
| MUX 3 (Olsztyn)   | 690 MHz             | 48    | 100 kW   | pozioma (H) | dookólna (ND)                  | DVB-T              | MPEG-4    | 23 lipca 2013               |
| MUX 4             | 498 MHz             | 24    | 100 kW   | pozioma (H) | dookólna (ND)                  | DVB-T2             | HEVC      | 31 sierpnia 2021            |
| MUX 6             | 594 MHz             | 36    | 100 kW   | pozioma (H) | dookólna (ND)                  | DVB-T2             | HEVC      | 27 kwietnia 2021            |
| MUX 8             | 191,5 MHz           | 7     | 2 kW     | pionowa (V) | kierunkowa (D)                 | DVB-T              | MPEG-4    | 25 października 2016        |